# Veterinární prohlídka jatečných zvířat a masa
Veterinární prohlídka jatečných zvířat a masa je soubor úkonů a opatření prováděných před a po poražení zvířete na jatkách s hlavním cílem ochrany veřejného zdraví a wellfare zvířat. Prohlídku vykonává pouze osoba zákonem tomu způsobilá – veterinární lékař, veterinární technik. Legislativně je veterinární prohlídka zvířat a masa ukotvena v několika nařízeních Evropské komise (Regulation (EC) No 852/2004, Regulation (EC) No 853/2004, Regulation (EC) No 854/2004) a dále specifikována v příslušných vyhláškách.

## Části veterinární prohlídky

### Veterinární prohlídka před poražením
Prohlídka před poražením zahrnuje kontrolu označení zvířat a dokumentace (identita, původ, dovozce atd.), kontrolu podmínek přepravy zvířat dovezených na jatka. Dále se posuzuje zdravotní stav zvířat a ověřuje přítomnost zoonóz, zjišťuje se použití farmak a ověřuje se zda nedošlo k porušení zásad pohody zvířat.

### Veterinární prohlídka po poražení
Prohlídka po poražení se může dělit na běžnou a prohloubenou. Při běžné prohlídce se posuzují jatečná těla a orgány postmortem s cílem rozhodnout o poživatelnosti a další manipulaci s masem. Prohloubená se dělá jen u velkých jatečných zvířat (skot, malí přežvýkavci, lichokopytníci, prasata) pokud nebylo možno rozhodnout o poživatelnosti na základě běžné prohlídky (např. podezření na výskyt traumatu či nemoci). Nedílnou součástí prohlídky je poté posuzování poživatelnosti, někdy spojené s odběrem vzorků pro laboratorní vyšetření.

#### Prohlídka po poražení v praxi
Základem posouzení poživatelnosti masa a orgánů jatečného zvířete je pousezení zrakem či palpací. Pro každý druh je stanoven postup, které orgány se musí prohlédnout. Smyslem prohlídky zrakem je vyhodnotit případné okem pozorovatelné patomorfologické změny jako jsou např. zvětšené uzliny, krváceniny, tuberkly (v případě tuberkulózy), zánětlivá ložiska a abscesy, přítomnost parazitů atd.. Pro tyto potřeby se nařezávají mízní uzliny v hlavové a hrudní části všech velkých jatečných zvířat. Svaly se nařezávají z důvodu vyšetření na přítomnost boubelí tasemnic (Taenia saginata u skotu, Taenia solium u prasat) nebo tuberklů. Konkrétně se dělá řez do jazyka, žvýkacích svalů, srdce a bránice. U prasat se od nařezávání uzlin upustilo z důvodů kontaminace kadáveru bakteriemi (Salmonella, Yersinia). U všech přežvýkavců, prasat a koní se prohlíží povrch jater a dělají se minimálně 2 řezy do jaterního parenchymu (vyšetření na přítomnost motolic, larev škrkavek, boubelí tasemnic či abscesy). Vzorky pro laboratorní mikrobiologické vyšetření se odebírají pouze v indikovaných případech. U prasat, koní a vybraných volně žijících zvířat (prase divoké) se mohou odebírat vzorky svaloviny pro vyšetření na larvy svalovce. Sliznice ani obsah trávicího systému se nevyšetřuje.